# Opatovice II
Opatovice II (německy Opatowitz (II)) jsou část města Uhlířské Janovice v okrese Kutná Hora. Nachází se čtyři kilometry jihozápadně od Uhlířských Janovic na úpatí Mitrovského vrchu na pravém břehu Ratajského potoka. Opatovice II jsou také název katastrálního území o rozloze 1,46 km².

## Historie
První písemná zmínka o vesnici pochází z roku 1409, ale podle Antonína Zavadila byla vesnice uvedena až v prodejní smlouvě z roku 1417. V historii patřily Opatovice II panství kácovskému, ratajskému, v 19. století byly příslušné školou do Malejovic a Úžic. Dnes jsou součástí města Uhlířské Janovice.
Dne 9. září 2017 se konalo u příležitosti 600 let od první písemné zmínky o obci setkání bývalých i současných obyvatel i příznivců Opatovic II. V archivu v Kutné Hoře je k dispozici kronika obce, psaná v létech 1913–1977. V roce 2019 obec otevřela krátkou naučnou stezku, která se věnuje historii Opatovic a jejím obyvatelům. V létě roku 2020 proběhla renovace vesnické kapličky a v létě roku 2021 křížku. Každý rok zde obyvatelé obce pořádají v sobotu před Velikonocemi průvod a často se obyvatelé schází na společných akcích a jiných společenských událostí.

## Další fotografie

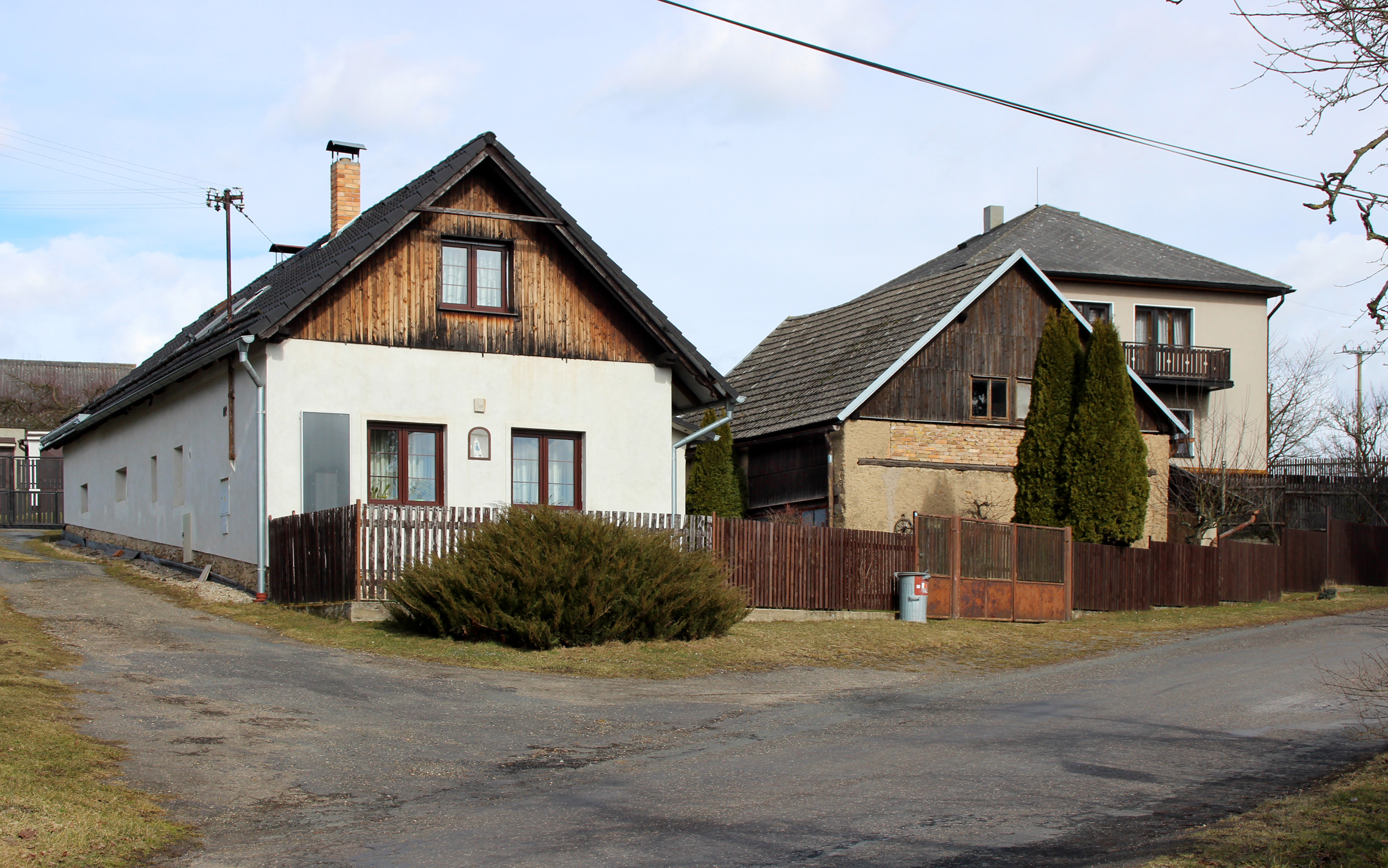
Východní část vesnice
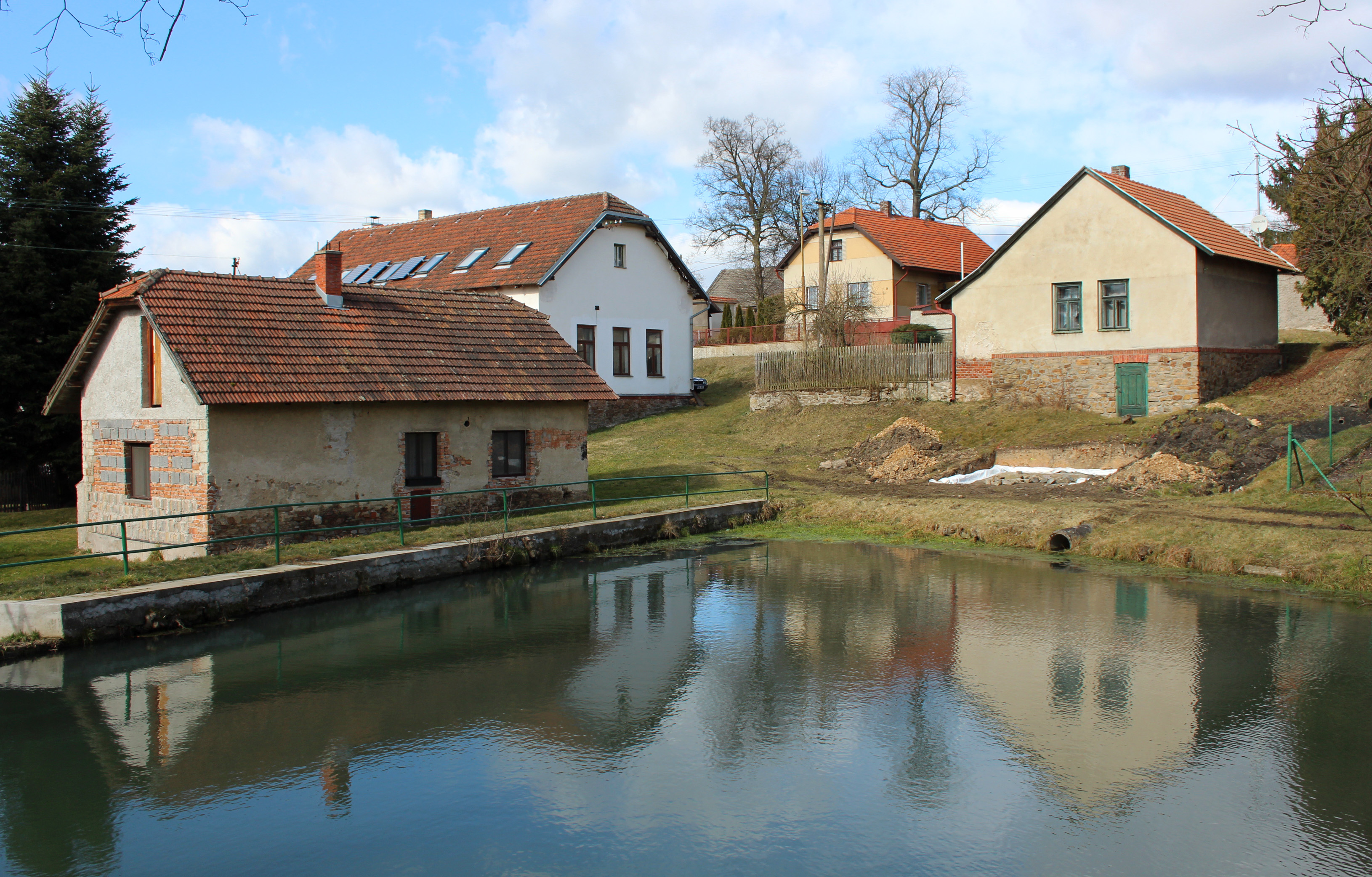
Vesnický rybník
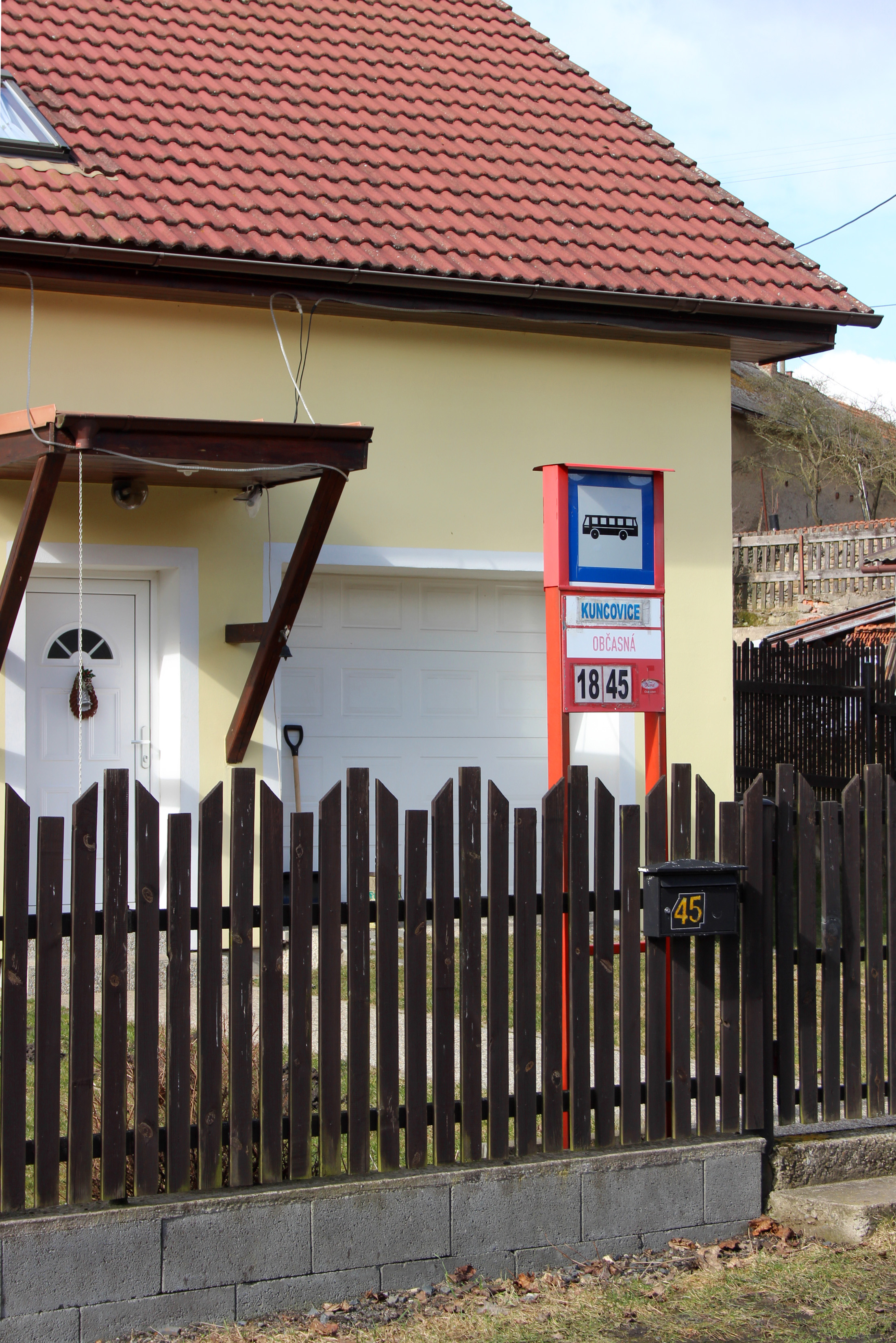
Označovník zastávky
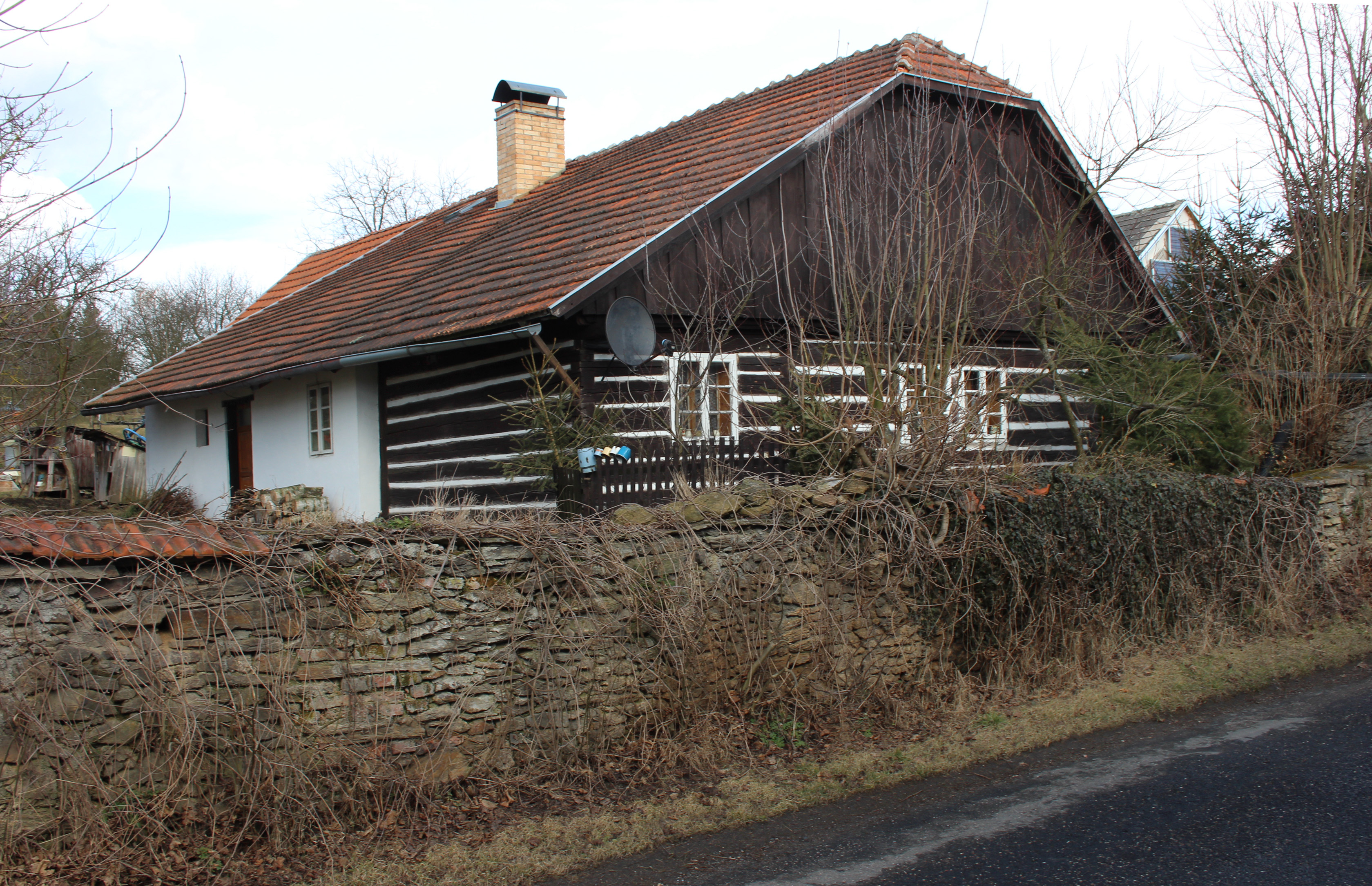
Roubenka za zdí
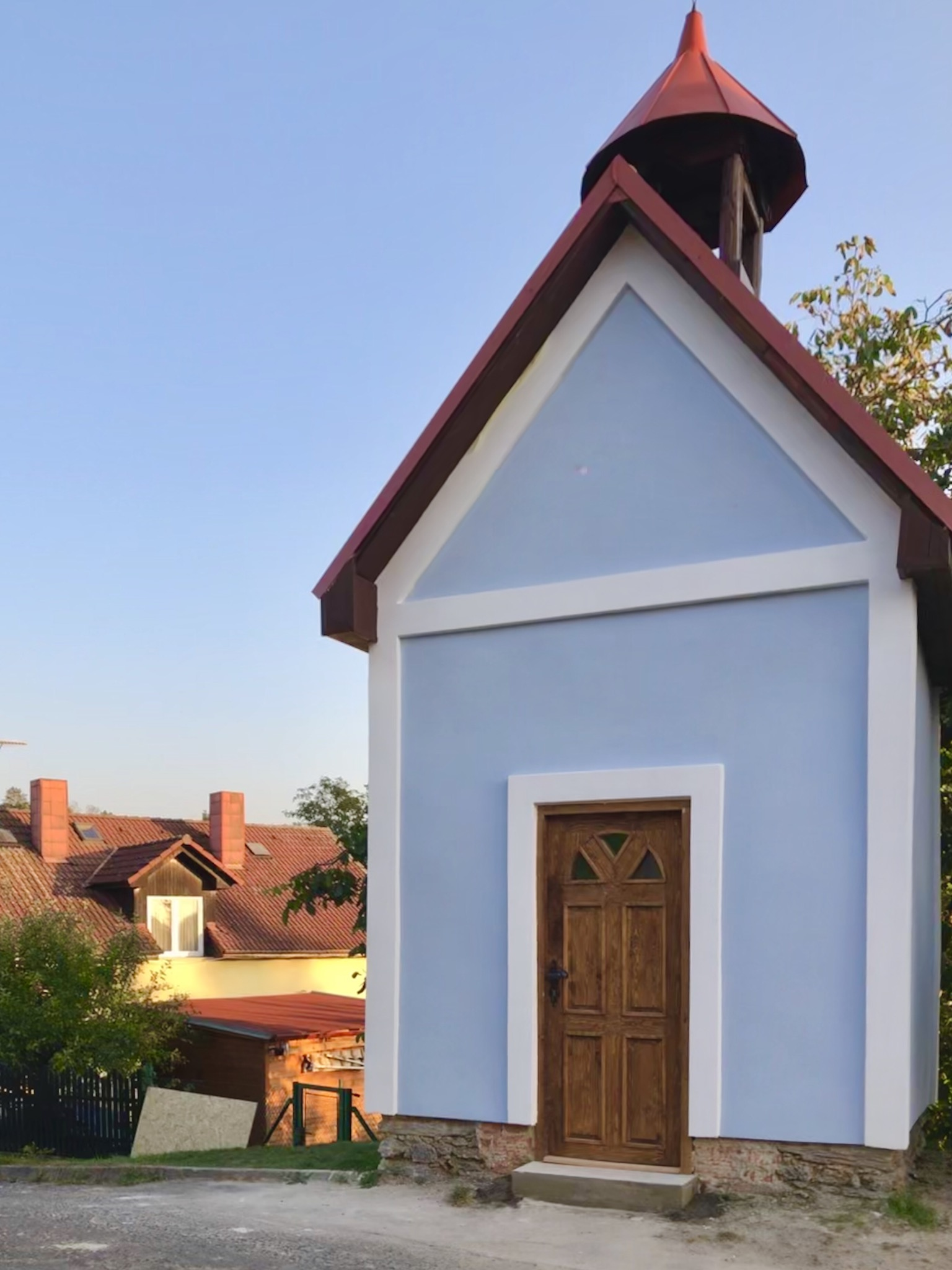
Kaplička zrenovovaná v létě 2020
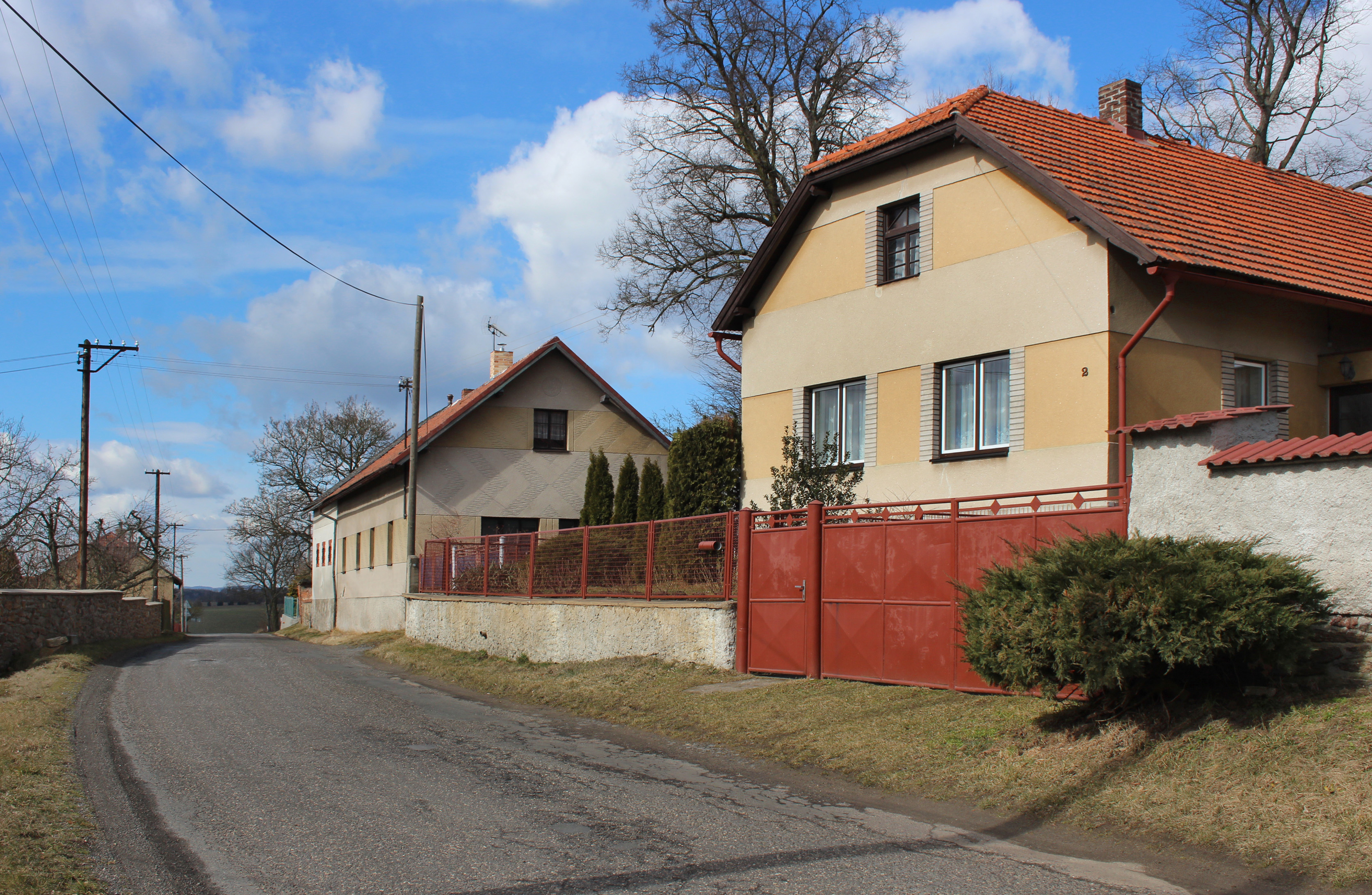
Část vesnice
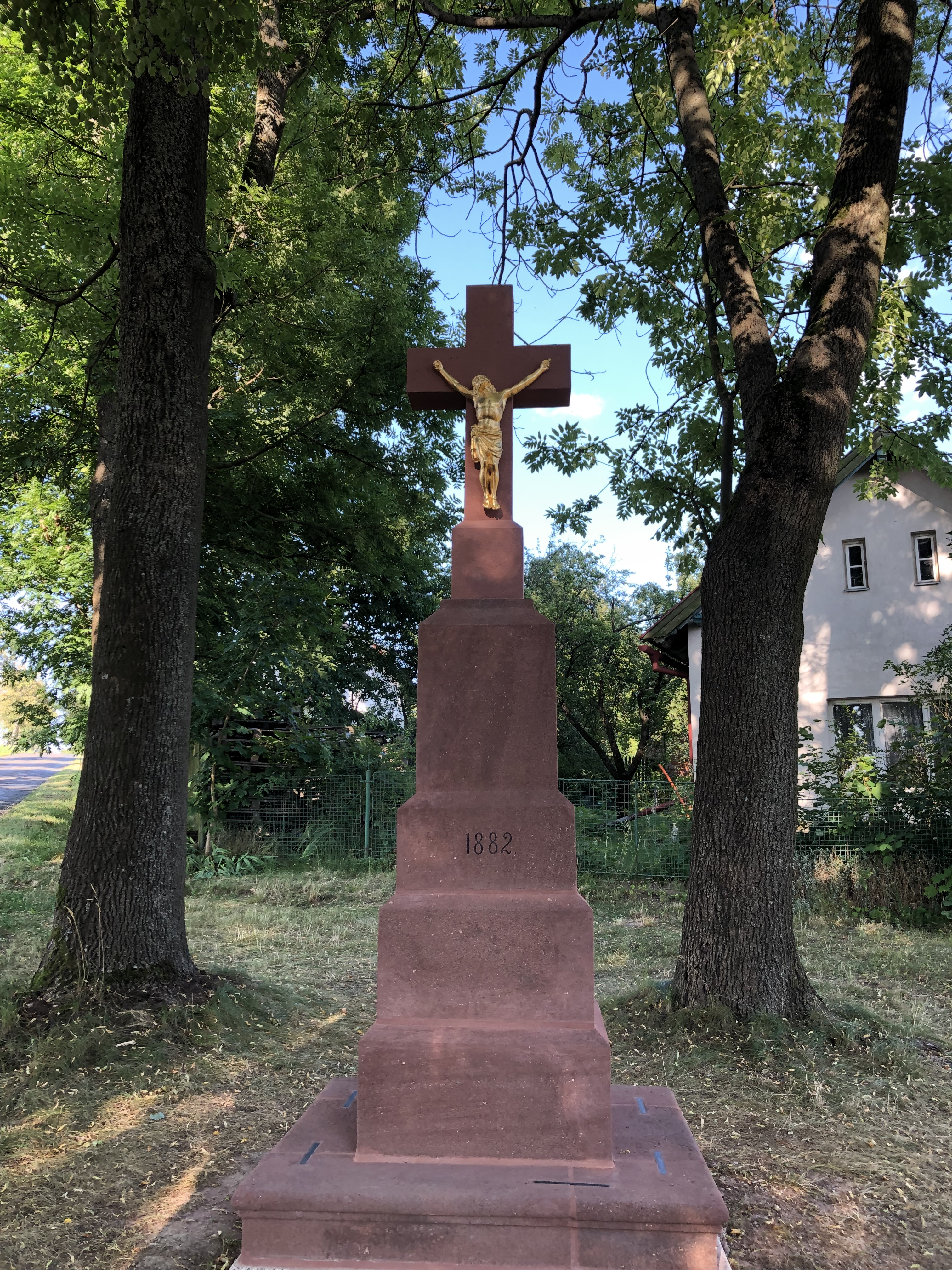
Křížek po opravě